# Teodor Duda
Teodor Duda (ur. 25 listopada 1914 w Cześnikach, zm. 15 czerwca 1986) – pułkownik SB, funkcjonariusz PRL-owskich organów bezpieczeństwa publicznego.

## Życiorys

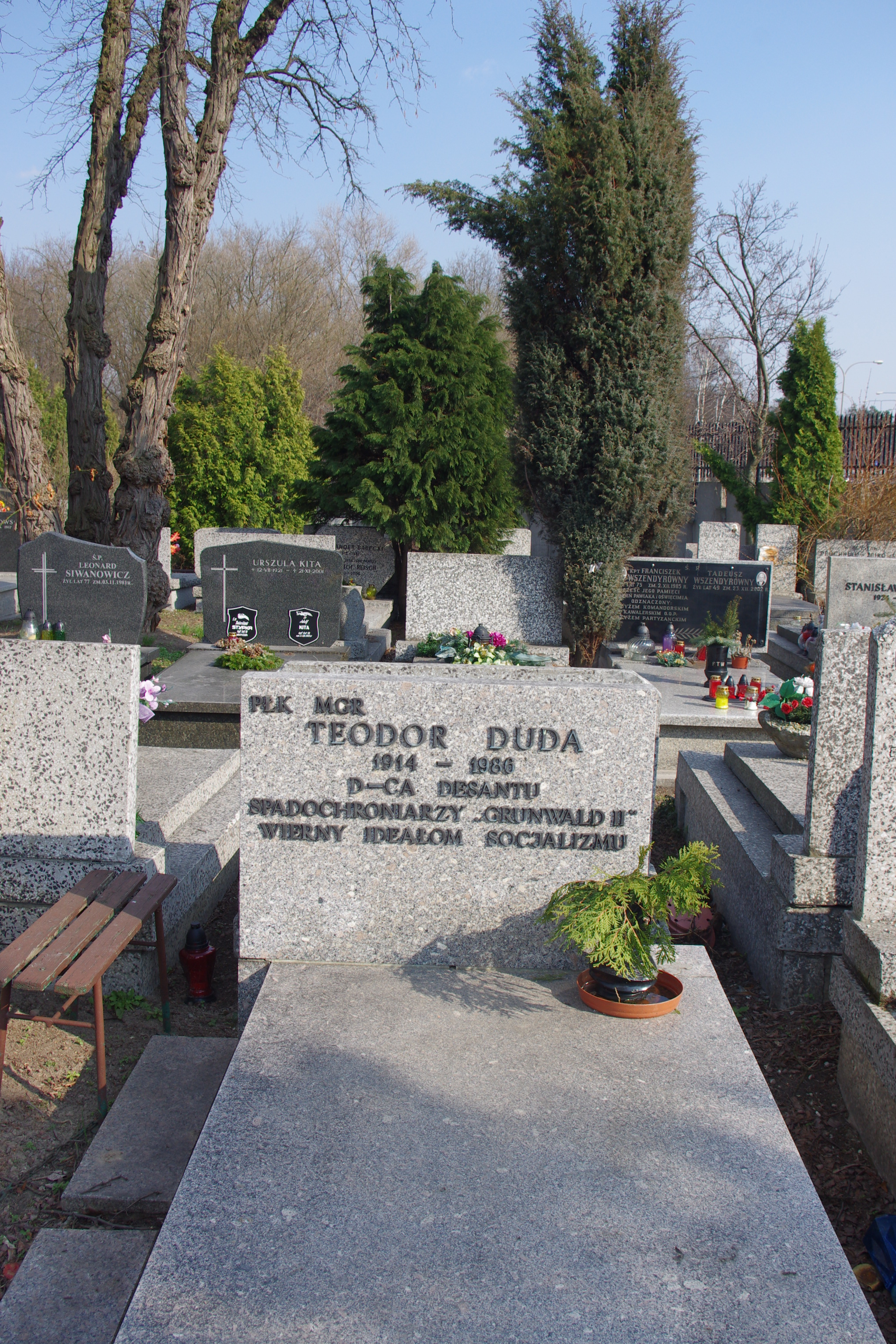
Grób Teodora Dudy na Wojskowych Powązkach w Warszawie

Syn Filipa i Paraskiewi. Pochodził z ukraińskiej rodziny chłopskiej, z zawodu był ślusarzem. W latach 30. działał w KZMP i KPP, w 1932 został skazany na 3 lata więzienia za działalność komunistyczną, a w 1936 na 8 lat za próbę nielegalnego przekroczenia granicy z ZSRR. Od września do grudnia 1939 w niemieckiej niewoli, po zwolnieniu przekroczył granicę niemiecko-radziecką, został aresztowany przez NKWD i skazany na 3 lata obozu; podczas odbywania kary współpracował z władzami obozu i z NKWD, m.in. pomagał wyłapywać członków OUN. W 1943 wstąpił do 2 Dywizji Piechoty im. Henryka Dąbrowskiego i został zastępcą dowódcy batalionu do spraw polityczno-wychowawczych. W 1944 przeszkolony w Moskwie i przerzucony za linię frontu w okolice Lubartowa.
Służbę w nowo utworzonych organach bezpieczeństwa rozpoczął 22 lipca 1944, a 31 sierpnia 1944 zastąpił na stanowisku kierownika Wojewódzkiego Urzędu Bezpieczeństwa Publicznego w Lublinie ówczesnego podporucznika Henryka Palkę. 28 października tego roku został oficerem do spraw zleceń specjalnych w Resorcie Bezpieczeństwa Publicznego w Lublinie. 1 listopada 1944 wyznaczony został na stanowisko kierownika Wydziału Więzień i Obozów w Resorcie Bezpieczeństwa Publicznego. 15 października 1945 awansował na zastępcę kierownika Departamentu III Ministerstwa Bezpieczeństwa Publicznego (od 30 stycznia 1946 – Szefostwa Zaopatrzenia MBP).
20 lutego 1947 roku, w stopniu kapitana, został kierownikiem WUBP w Rzeszowie. Zastąpił na tym stanowisku kapitana Tomasza Wiśniewskiego. 16 października 1948 przeniesiony został na stanowisko kierownika WUBP w Krakowie. 1 marca 1950 przeniesiony na to samo stanowisko w Łodzi. 1 grudnia 1951 został szefem Urzędu Bezpieczeństwa na Miasto Łódź.
1 czerwca 1953 wyznaczony został na stanowisko zastępcy komendanta głównego Milicji Obywatelskiej Stanisława Wolańskiego i jego następcy generała brygady MO, Ryszarda Dobieszaka.
15 października 1957, po likwidacji Ministerstwa Bezpieczeństwa Publicznego i Komitetu do Spraw Bezpieczeństwa Publicznego, objął stanowisko zastępcy szefa Zarządu II Zwiadu Dowództwa Wojsk Ochrony Pogranicza.
Od 26 września do 8 października 1960 pozostawał w dyspozycji Departamentu Kadr i Szkolenia MSW. Ostatnim stanowiskiem jakie pełnił w organach MO, była funkcja zastępcy komendanta wojewódzkiego do spraw Służby Bezpieczeństwa w Lublinie w latach 1967-1971.
Został pochowany na Cmentarzu Wojskowym na Powązkach (kwatera D37-1-18).
Synem Teodora i Konstancji Dudów był Tadeusz Duda (ur. 1943 w Krasnym Jarze)

## Odznaczenia
- Order Krzyża Grunwaldu III klasy.